# Princip nejmenšího úsilí
Princip nejmenšího úsilí je ekonomizační tlak, který hypoteticky řídí chování a rozhodování lidí takovým způsobem, aby minimalizovali celkové množství do budoucna vynaložené práce.
George Kingsley Zipf definuje princip nejmenšího úsilí (principle of least effort) jako snahu o minimalizaci průměrné míry pravděpodobně vynaložené práce. To znamená, že se člověk (který se řídí principem nejmenšího úsilí) pokouší minimalizovat celkově vynaloženou práci v určitém časovém horizontu.

## Obecná charakteristika
Zipf představil ve své knize Human Behavior and The Principle of Least Effort (1949) vlastní tezi, ve které se snaží nalézt univerzální princip stojící za běžným lidským chováním a různými dalšími sociálními fenomény. Konkrétně se pak snaží nalézt takový princip, pomocí něhož si lidé vybírají (pro sebe) nejlepší cestu (variantu, způsob) vynakládání své další práce (a to, ať už jde o práci, nebo námahu jakéhokoliv jiného druhu). Zipf uvažoval, že každý bude pravděpodobně inklinovat při takovém výběru k určitému ekonomizačnímu principu, a právě takovým by měl být tzv. princip nejmenšího úsilí (definice viz výše). Své tvrzení dokládá na vícero pozorovaných fenoménech, včetně několika čistě lingvistických problémů (viz dále). Zipf  sám ovšem upozorňuje, že je princip nejmenšího úsilí pouze teoretickou možností, která může být časem vyvrácena, či potvrzena.

## Princip nejmenšího úsilí v lingvistice
Zipf se věnoval hledání projevů principu nejmenšího úsilí nejdříve v lingvistice. V ní by se měla projevovat minimalizace úsilí ve snaze snížit fyzickou a mentální námahu při verbalizaci a dekódování textu. Pro něj  jsou v tomto kontextu důležité především dvě vzájemně protichůdné ekonomizační tendence způsobené principem nejmenšího úsilí u účastníků komunikace, tj. tlaku tohoto principu u mluvčího a tlaku u adresáta. Tendence mluvčího je dle Zipfa v souladu s principem nejmenšího úsilí minimalizovat množství slov nutných k verbalizaci. Důvodem tohoto tvrzení je pro Zipfa to, že si v tomto případě (1) mluvčí nemusí osvojovat a udržovat velkou slovní zásobu a (2) nemusí v ní hledat vhodný výraz, který použije pro daný význam. Tato ekonomizační tendence u mluvčího by v ideálním případě vedla ke slovníku čítajícímu pouze jediné slovo, které by zastupovalo všechny možné významy. Proto Zipf tuto tendenci označuje jako „force of unification“ (tj. tlak unifikace).
Tendence adresáta je pak zcela protichůdná. Pro něj je v souladu s principem nejmenšího úsilí nejvýhodnější přijímat jen taková slova, která mají pouze jediný význam, aby se vyhl náročnému zjišťování, který ze všech možných významů dané slovo nese  Pro adresáta by z tohoto důvodu byl ideální takový slovník mluvčího, který by pro každý význam obsahoval vlastní unikátní slovo. Tendencí adresáta je tedy co nejvíce diverzifikovat slovník mluvčího – odtud Zipfovo pojmenování této tendence jako „force of diversification“, tj. tlak diverzifikace. 

Právě střet těchto dvou hypotetických ekonomizačních tendencí má dle Zipfa měřitelné projevy v textech. Z definic obou tendencí by měly být zřetelné projevy především na použitém slovníku, tj. na počtu různých slovních forem, tzv. typů, a jejich frekvencích. Zipf sám demonstroval tři takové projevy a navrhl jejich matematické modely, které následně vešly ve známost jako tzv. Zipfovy zákony (ačkoliv je on sám tímto způsobem nenazýval).

## Zipfovy zákony

### První Zipfův zákon
Nejznámějším Zipfovým zákonem je zákon o vztahu ranku a frekvence, jejichž násobek je pro daný text roven konstantě. Lze též říci, že rank je nepřímo úměrný frekvenci. Běžně je tento vztah zapisován vzorcem r . f = C, kde r je rank, f frenkvence a C konstanta (také nazývaná jako produkt). Vzhledem k charakteristice tohoto vztahu by pak dle Zipfa (1949, 25) měla vyjít při jeho zobrazení (v logaritmickém měřítku) pro daný text linka se sklonem 45°, viz obrázek 1 (modrou barvou zobrazena frekvenční distribuce knihy Švejk od Jaroslava Haška a červeně linka pod úhlem 45°).
Graf
Obr. 1 – První Zipfův zákon
Tento vztah je dle Zipfa výsledkem vyvažování mezi oběma výše zmíněnými protichůdnými tendencemi unifikace a diverzifikace, kdy je unifikující tendencí snižováno množství typů (ideálně na pouhý jediný) se zvyšováním jejich průměrných frekvencí a diverzifikační tendencí, která zvyšuje množství typů a tím zapříčiňuje snížení průměrných frekvencí (ideálně na 1). 

Jak je ovšem z grafu patrné, Zipfův první zákon platí v originálním znění pouze v hrubších rysech, a z tohoto důvodu byly také nabídnuty různé další verze, např. Mandelbrotova.

### Druhý Zipfův zákon
Druhý Zipfův zákon popisuje vztah mezi množstvím různých slov sdílejících stejnou frekvenci a právě jejich frekvencí. Jinými slovy – počet různých slov sdílejících stejnou frekvenci je nepřímo úměrný druhé mocnině jejich sdílené frekvence, viz vzorec 1, kde a je počet slov sdílejících frekvenci, b je sdílená frekvence a k konstanta
a • b2 = k

### Třetí Zipfův zákon
Třetí Zipfův zákon popisuje vztah mezi tím, kolik má určité slovo významů, a tím, jakou frekvenci v textu má Podle Zipfa je množství významů slova přímo úměrné druhé odmocnině jeho frekvence; viz vzorec 2, kde m je množství významů daného slova, f jeho frekvence a k' konstanta.
| m  | = k |
| √f | = k |

Kde m je množství významů daného slova, f jeho frekvence a k konstanta.